# Garnotia micrantha
Garnotia micrantha är en gräsart som beskrevs av George Henry Kendrick Thwaites. Garnotia micrantha ingår i släktet Garnotia och familjen gräs. Utöver nominatformen finns också underarten G. m. nana.